# Кемчи
Кемчи (исп. Quemchi) — посёлок в Чили. Административный центр одноимённой коммуны. Население — 1665 человек (2002). Посёлок и коммуна входит в состав провинции Чилоэ и области Лос-Лагос.
Территория коммуны — 440,3 км². Численность населения — 9102 жителя (2007). Плотность населения — 20,67 чел/ км².

## Расположение
Посёлок расположен на острове Чилоэ в 86 км на юго-запад от административного центра области города Пуэрто-Монт и в 45 км на северо-восток от административного центра провинции города Кастро.
Коммуна граничит:
- на юго-западе — c коммуной Далькауэ
- на западе — c коммуной Анкуд

На востоке коммуны расположен залив Анкуд.

## Демография
Согласно сведениям, собранным в ходе переписи Национальным институтом статистики, население коммуны составляет 9102 человека, из которых 4818 мужчин и 4284 женщины.
Население коммуны составляет 1,15 % от общей численности населения области Лос-Лагос. 70 % относится к сельскому населению и 30 % — городское население.